# Santa Regina
Le Santa Regina est un navire mixte ayant appartenu à la Compagnie méridionale de navigation (CMN). Construit de 1984 à 1985 par les Ateliers et chantiers du Havre  (ACH), il était à l'origine un roulier destiné au transport du fret entre Marseille et la Corse dans le cadre de la continuité territoriale. Mis en service en 1985, il sera aménagé entre 1987 et 1988 pour transporter des passagers. Vendu en 2002 à la compagnie néo-zélandaise Strait Shipping, il est affecté aux liaisons entre l'Île du Nord et l'Île du Sud, à travers le détroit de Cook jusqu'en 2015. Cédé à la société indonésienne SP Ferry, il assure actuellement des traversées entre les îles de Java et Sumatra sous le nom de Nusa Putera.

## Histoire

### Origines et construction
Au début des années 1980, le trafic fret sur Bastia est en constante augmentation, il apparaît nécessaire que la CMN propose un renfort au Porto Cardo et la SNCM au Monte Stello. Afin d'amortir les coûts d'exploitation, il est décidé que les futurs navires reprennent les caractéristiques générales de leurs aînés tout en les améliorants. Il est ainsi prévu que leur longueur soit augmentée de 10 mètres, ce qui permettrait de réduire considérablement le temps des opérations commerciales grâce à l'installations de rampes inclinées au lieu d’élévateurs dans les garages, en plus de proposer une capacité de roulage accrue.
Tout comme leurs prédécesseurs, les futurs navires sont commandés aux Ateliers et Chantiers du Havre (ACH). La SNCM est la première à commander son navire, suivie de la CMN le 15 mai 1983. Toutefois, en raison du plan de charge des chantiers, la livraison des navires est repoussée par rapport aux échéances prévues et ne pourra s'effectuer qu'en 1984 pour la SNCM et en 1985 pour la CMN.
Baptisé Santa Regina, en référence à la scala di Santa Regina, célèbre route traversant le Niolo, le navire est mis sur cale lancé le 1er juillet 1983 et lancé le 31 juillet 1984. Après plusieurs mois de finitions, il est livré à la Méridionale le 14 mai 1985.

### Service

#### CMN (1985-2002)
Le 17 mai 1985, le Santa Regina, sous les ordres du commandant Bodin, arrive pour la première fois à Marseille en provenance du Havre. Le 26 mai, il commence son service commercial entre Marseille, Bastia et Ajaccio. Quelques semaines plus tard, le 14 juin, le navire est baptisé par Mme Ornano, épouse du sénateur et maire d'Ajaccio Charles Ornano.
En 1987, sur demande de l'Office des transports de la région Corse, la SNCM est amenée à équiper ses deux plus grands cargos d'installations leur permettant de transporter, en plus du fret, un certain nombre de passagers afin de proposer des places supplémentaires sur les ports d'Ajaccio et Bastia. Cette mesure concerne également la CMN qui se voit conduite à effectuer des transformations similaires sur ses cargos Santa Regina et Porto Cardo. Ainsi, durant l'hiver 1987-1988, le Santa Regina est transformé à Marseille pour recevoir, en plus des 36 convoyeurs, une centaine de passagers. En conséquence, de nouveaux locaux sont créés à l'arrière du navire, la cafétéria des chauffeurs est agrandie et un bar est ajouté à proximité. Des cabines sont également installées. Remis en service le 15 mai 1988, le cargo est le premier navire de la CMN à transporter des passagers. À l'issue de la saison estivale, l'expérience s'avèrera être un véritable succès, encourageant la compagnie à développer la qualité de son service passager.
En 1989, à la suite de l'arrivée du Girolata sur la ligne de Bastia, le Santa Regina est transféré sur la desserte d'Ajaccio à titre principal.
En 1995, la CMN décide d'employer le Santa Regina en renfort du Porto Cardo sur la desserte de la Sardaigne. Le navire doit alors effectuer une rotation complémentaire chaque semaine en plus des deux traversées hebdomadaires habituelles. Prévue le 4 mars, la première escale à Porto Torres sera cependant effectuée le 11 mars en raison d'un mouvement de grève du personnel. Faute de rentabilité, ces traversées supplémentaires du navire vers la Sardaigne ne seront toutefois pas reconduites l'année suivante.
En 1999, la mise en service du Scandola entraîne son transfert sur les ports secondaires de Propriano, de la Balagne ainsi que la desserte de Porto Torres. Il supplante sur ces axes le Porto Cardo qui quitte la flotte.
Fin 2001, la Méridionale et la SNCM remportent conjointement l'appel d'offres pour la délégation de service public entre Marseille et la Corse. Le contrat impose toutefois une capacité minimum de 200 passagers sur la ligne de Propriano, condition à laquelle le Santa Regina, ne pouvant en embarquer que 110, n'est pas adapté.
La CMN fait alors l'acquisition en 2002 d'une unité d'occasion destinée à la ligne d'Ajaccio, permettant le transfert du Scandola sur Propriano. Le matin du 28 juin, le Santa Regina achève sa dernière traversée pour le compte de la Méridionale en arrivant à Marseille en provenance de Propriano. Il est ensuite désarmé à la digue du port de Marseille dans l'attente d'un acquéreur. Avant sa mise hors service, le navire avait par ailleurs effectué la dernière traversée de la CMN sur le port de L'Île-Rousse le 16 février avant que la desserte ne soit reprise par la SNCM.
Au mois de novembre, le navire est cédé à la société néo-zélandaise Strait Holdings pour la somme de 11,5 millions de dollars.

#### Strait Shipping (2002-2015)
Livré à son nouveau propriétaire, le navire quitte Marseille le 22 novembre en milieu d'après-midi pour rejoindre la Nouvelle-Zélande. Après plus d'un mois de navigation, il arrive à Wellington, son nouveau port d'attache, le 26 décembre.

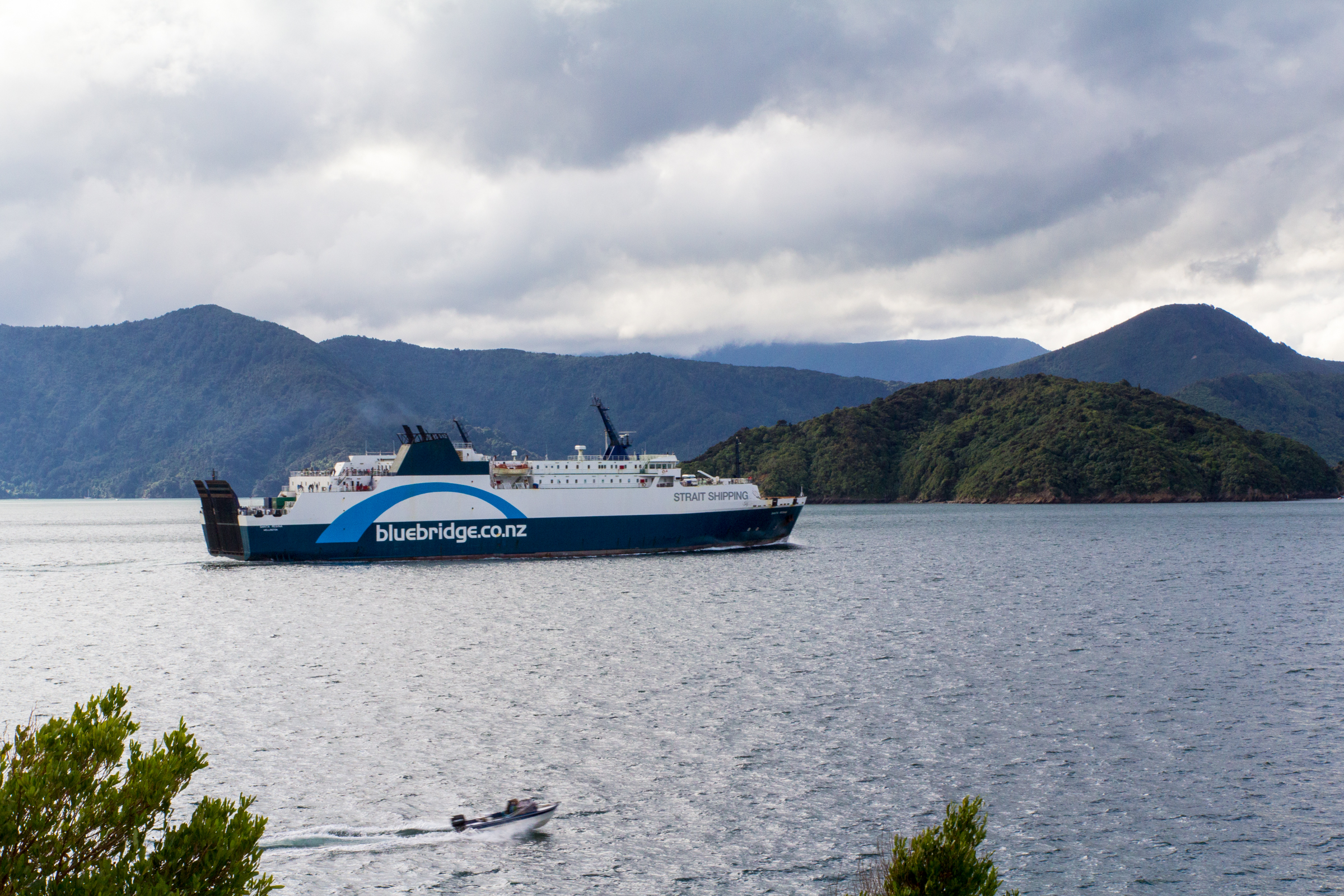
Le Santa Regina en navigation aux alentours de Picton.

Après quelques transformations, incluant notamment l'ajout des logos de la compagnie et une livrée bleue sur sa coque, il commence ses rotations entre l'Île du Nord et l'Île du Sud le 2 janvier 2003. Peu après, il subit une nouvelle refonte visant à augmenter sa capacité passagère. De par la brièveté de la lignée opérée, la plupart des cabines sont supprimées et remplacées par des salons. Fait notable, le navire conservera son nom d'origine durant toute sa carrière en Nouvelle-Zélande.
Le 2 mai 2005 alors, qu'il quitte le port de Picton, le Santa Regina entre en collision avec le voilier Timeless. Le choc ouvre le voilier en deux, tuant l'un de ses occupants.
En 2006, Strait Shipping fait l'acquisition de l'un de ses anciens compagnons de route des lignes de la Corse, le Monte Stello, ancien navire de la SNCM qui avait été retiré en 1994 à la suite d'un incident. Les deux navires, présentant des caractéristiques très similaires, naviguent donc dorénavant en tandem sur la ligne du détroit de Cook.
Le 9 janvier 2012 vers 23h, alors que le navire vient d'entrer dans les Marlborough Sounds, une femme de 63 ans se jette volontairement par-dessus bord avec sa valise. Les passagers témoins de la scène donnent immédiatement l'alerte tandis que l'équipage contacte les secours. Trois ferries se trouvant dans la zone se déroutent pour porter assistance, de même qu'une vedette des garde-côtes ainsi que le navire de plaisance Felix dont le propriétaire a assisté à la scène. La victime sera finalement retrouvée vivante au niveau de la baie de Ngamahau par le Felix aux alentours d'une heure.
Remplacé en 2015 par le Strait Feronia, le Santa Regina est retiré du service le 17 juin et désarmé au quai Aotea à Wellington. Il est racheté au mois d'août par l'armateur indonésien SP Ferry.

#### SP Ferry (depuis 2015)
Réceptionné par l'armateur, le Santa Regina quitte Wellington le 31 août pour rejoindre Auckland afin d'y effectuer un carénage. Il quitte ensuite la Nouvelle-Zélande sous pavillon indonésien le 8 septembre à destination de l'Indonésie. Rebaptisé Nusa Putera, le navire est mis en service entre les îles de Java et Sumatra au mois de mai 2016 après quelques travaux de transformation consistant notamment en l'ajout d'une porte rampe à l'avant.
Le 27 décembre 2018, alors que le navire effectue son chargement au port de Bakauheni, sa rampe arrière tribord cède sous le poids d'un camion, provoquant sa chute dans le port.
Le 19 avril 2020, le Nusa Putera s'échoue à l'entrée du port de Merak. L'équipage parvient cependant à le dégager durant la marée haute avec l'aide d'un remorqueur.

## Aménagements

### Locaux communs
À l'origine le Santa Regina n'était pas équipé pour le transport de passagers, cependant, les travaux de 1987-1988 visant à transformer le cargo en navire mixte voient l'ajout d'installations. Ainsi, le navire est équipé d'un restaurant et d'un bar-salon au pont 5.

### Cabines
Le Santa Regina était initialement aménagé pour transporter 36 convoyeurs. Lors de la refonte de 1987-1988, des cabines privatives sont ajoutées dont quelques-unes avec salles de bains. En 2003, certaines cabines sont supprimées et remplacées par des locaux communs.

## Caractéristiques
Le Santa Regina mesure 136,04 mètres de long pour 22,52 mètres de large, son tirant d'eau est de 6,40 mètres et sa jauge brute était à l'origine de 13 358 UMS avant d'être portée en 1988 à 14 588 UMS. Le navire dispose d'un garage de 1 346 mètres linéaires de roll accessible par deux portes-rampes arrières plus une troisième située à l'avant depuis 2015. Dans sa configuration initiale, il était aménagé pour le transport de 36 convoyeurs avant d'être transformé en 1988 pour accueillir 110 passagers puis 370 après son passage sous pavillon néo-zélandais. Il est entièrement climatisé. Il possède 2 moteurs diesel semi-rapides Pielstick 9PC2/6L400, 8 cylindres en ligne développant une capacité de 7 640 kW entraînant 2 hélices à pas orientable KaMeWa faisant filer le bâtiment à plus de 18 nœuds. Le navire mixte est en outre doté de deux propulseurs d’étrave KaMeWa et de stabilisateur à ailerons repliables. Le navire est pourvu de deux embarcations de sauvetages fermées de taille moyenne, complétées de nombreux radeaux de sauvetage.

## Lignes desservies
Pour la CMN de 1985 à 2002, le Santa Regina était affecté aux transports de marchandises entre les ports de Marseille et la Corse. Le navire a commencé sa carrière entre Marseille et Bastia. À partir de 1988, il transporte également des passagers. En 1989, il est déplacé sur la desserte d'Ajaccio avant d'être finalement affecté aux lignes vers Propriano, L'Île-Rousse et Porto Torres en Sardaigne à compter de 1999.
Vendu en 2002 à l'armateur Strait Shipping, il est employé à partir de 2003 entre l'Île du Nord et l'Île du Sud à travers le détroit de Cook sur la ligne Wellington - Picton. Il réalisait sur cet axe deux allers-retours par jour.
Depuis 2016, le navire navigue entre les îles indonésiennes de Java et Sumatra sur la ligne Merak - Bakauheni.